# Strascico

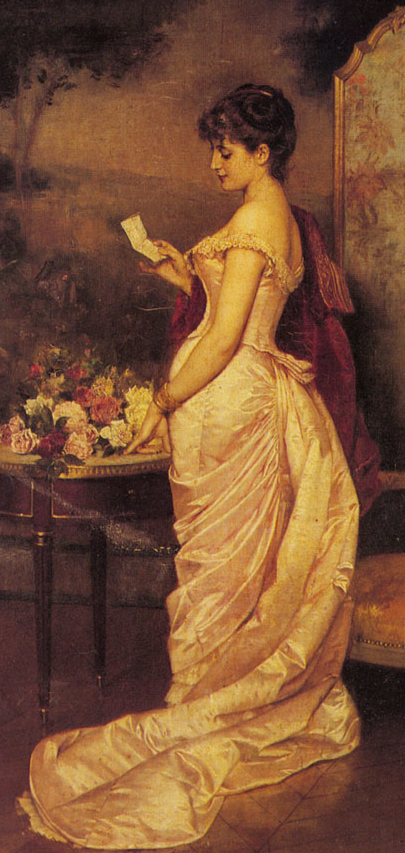
Abito da donna con lungo strascico, 1883.

Lo strascico, nell'abbigliamento femminile, è la parte posteriore di una gonna o di un vestito, che data l'eccessiva lunghezza viene trascinata sul pavimento dietro l'indossatrice.
Può consistere anche in un elemento separato, una specie di "sovra-gonna" indossata sulla parte posteriore. È molto frequente negli abiti da sposa.

## Tipi di strascico

### Moda
- Strascico di corte – Indossato per le occasioni formali di corte, questo tipo di strascico doveva rispettare rigidi codici di abbigliamento che differivano da corte a corte. Ad esempio, il codice di corte francese stabilito nel 1804 da Jean-Baptiste Isabey prescriveva una larghezza massima di circa 10 cm per i bordi ricamati dello strascico per chi non apparteneva alla famiglia reale[1]. In Gran Bretagna era richiesto che fosse lungo almeno tre iarde (2,7 m)[2].
- Doppio strascico – Due strascichi attaccati allo stesso abito, oppure un unico strascico diviso in due strascichi[3].
- Strascico a coda di pesce – Uno strascico popolare in vari periodi a partire dal 1870 in poi, che si allarga da metà di una gonna attillata[4].
- Semi-strascico – Strascico corto formato dal retro dell'indumento leggermente più lungo della parte frontale[5].

### Abito da sposa
Gli strascichi degli abiti da sposa moderni (XX e XXI secolo) hanno una loro terminologia:
- Strascico da cattedrale – noto anche come strascico da monarca, può misurare fino a 2,4 metri. Uno strascico da cattedrale reale è considerato lo strascico più lungo e formale, misurando fino a 3 metri o più.
- Strascico a cappella – uno strascico di media lunghezza che misura da 1,1 a 1,5 metri.
- Strascico di corte – uno strascico stretto che si estende per 1 metro sul retro.
- Strascico a spazzata – un strascico corto che non raggiunge necessariamente il pavimento. È così chiamato perché potrebbe semplicemente spazzare il terreno.
- Strascico Watteau – una versione moderna delle pieghe posteriori (chiamate "pieghe Watteau") viste negli abiti "a sacco" (o robe à la française) del XVIII secolo.

Le spose del popolo Ndebele dell'Africa meridionale indossano tradizionalmente lunghi strascichi di perline appesi alle spalle, noti come nyoga (serpente). 

## Gli strascichi come parte dell'uniforme
Gli strascichi sono una caratteristica comune dei mantelli reali di re e principi, così come dei mantelli di molti ordini cavallereschi.
Gli ufficiali delle università più antiche e tradizionali indossano generalmente abiti distintivi e più elaborati. Il Cancelliere e il Vice-Cancelliere possono indossare una toga nera damascata con un lungo strascico. In Francia lo strascico è ora solitamente agganciato al lato interno della toga.
Il Lord Chief Justice, quando indossa la toga, si veste come un giudice dell'Alta Corte con la particolarità di uno strascico sulla sua toga scarlatta. 
I giudici della Corte d'appello indossano la toga nera in damasco di seta, con strascico e riccamente decorata con ricami dorati.
L'abito di corte francese comprende uno strascico, ora abbottonato all'interno della toga e sospeso da fasce di tessuto, una vestigia dell'antica pratica degli avvocati di portare i loro strascichi. 
Il Lord Cancelliere, lo Speaker della Camera dei comuni e altri alti dignitari indossano abiti neri ricamati con strascichi, come il Lord Mayor di Londra che indossa una toga con strascico. 
Una veste a strascico, la cappa magna (grande mantello) rimane in uso nella Chiesa cattolica per alcune occasioni cerimoniali. Cardinali, vescovi e alcuni altri prelati onorari hanno il diritto di indossare la cappa magna, ma entro il territorio della loro giurisdizione. Anche i vescovi ortodossi orientali usano tradizionalmente un mantello con un lungo strascico, noto come Mandyas, che potrebbe avere dei parallelismi con lo sviluppo della cappa magna cattolica.
Per i pari maschi, la veste dell'Incoronazione è un mantello di velluto cremisi che si estende fino ai piedi, aperto sul davanti (con nastri di raso di seta bianca) con uno strascico che svolazza dietro. La veste del Parlamento di un pari britannico è un indumento lungo fino ai piedi di lana scarlatta con un colletto di pelliccia di miniver bianca (solitamente non maculata e bordata di grigio, che deriva dal mantello invernale dello scoiattolo rosso), tagliato lungo come uno strascico, ma esso è solitamente tenuto agganciato all'interno dell'indumento. 
Gli abiti da corte per le donne nobili a volte avevano strascichi sia dietro che davanti all'abito. 
L'abbigliamento della corte imperiale giapponese, sokutai per gli uomini e jūnihitoe per le donne, comprende per entrambi i sessi un lungo strascico che si estende dalla parte posteriore della veste. Rimane in uso presso la famiglia imperiale del Giappone per le occasioni cerimoniali.

## Problematiche
Gli strascichi persero popolarità alla fine del diciannovesimo secolo, quando furono presi di mira da campagne di sanità pubblica in Europa e negli Stati Uniti, che sostenevano che portavano germi dalle strade alle case di chi li indossava. Il problema fu oggetto di una vignetta pubblicata su Puck nel 1900 intitolata "The Trailing Skirt: Death Loves a Shining Mark".

## Galleria d'immagini

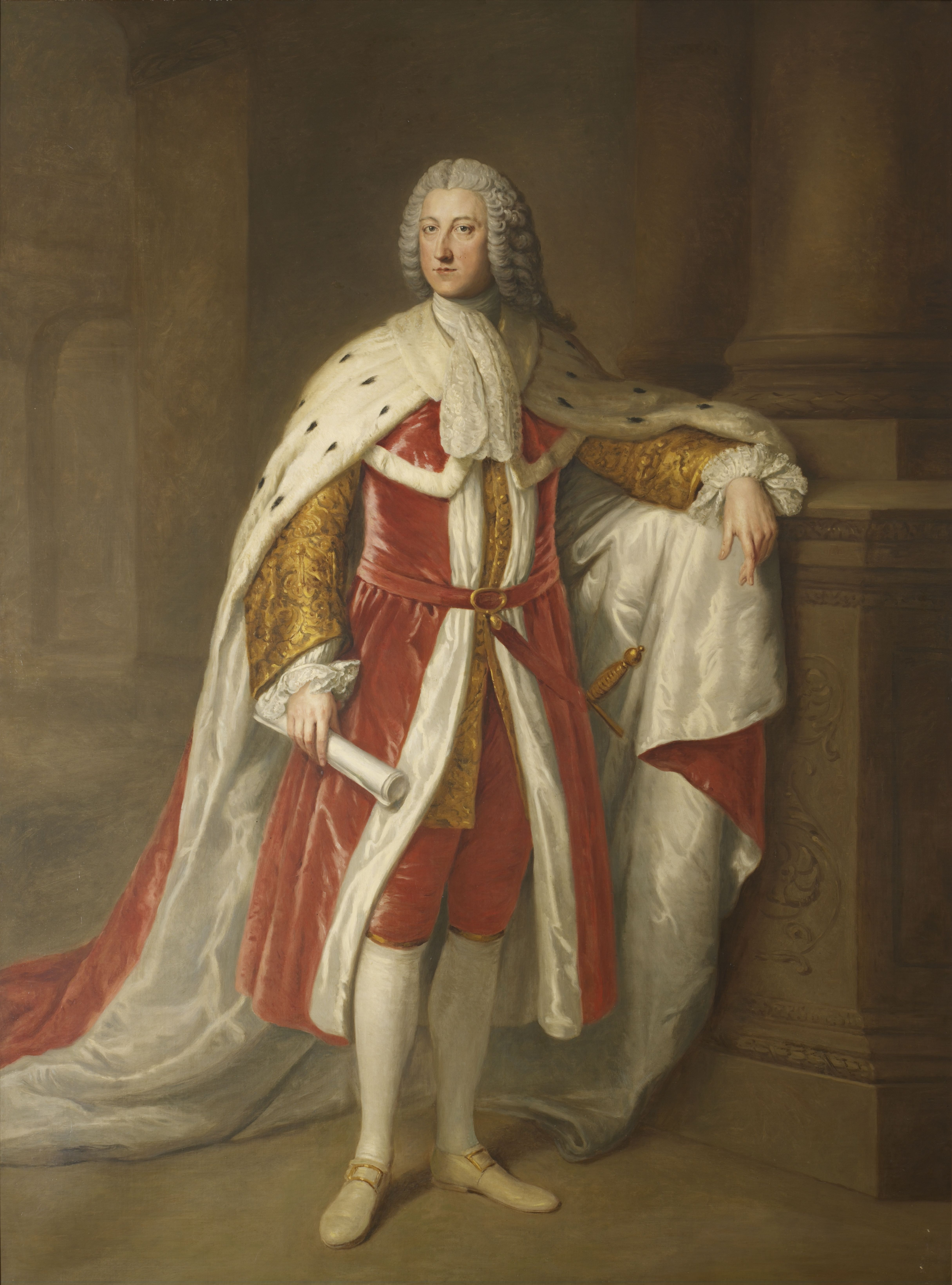
William Pitt il Vecchio con strascico, 1772.
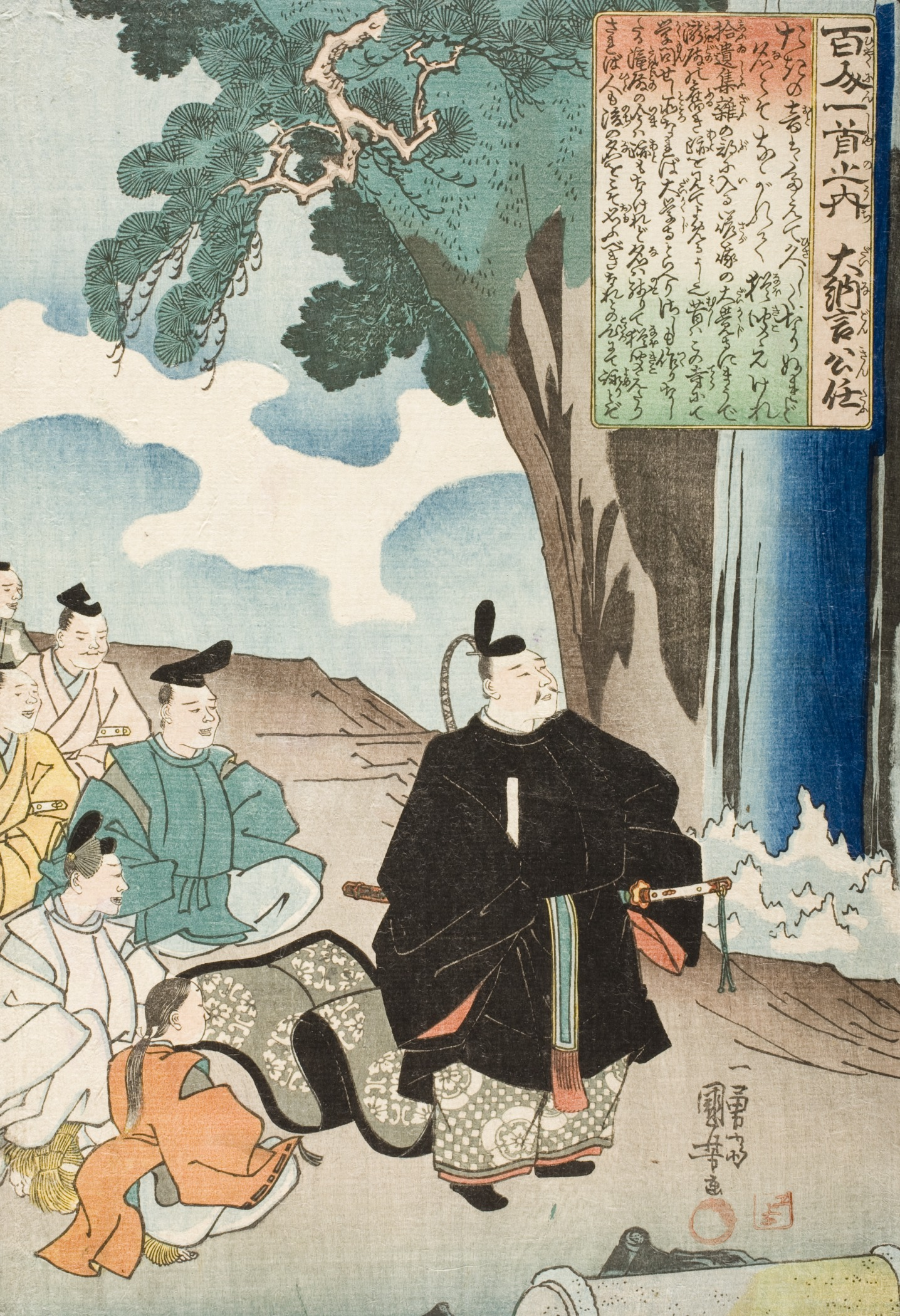
Abito da corte giapponese con strascico, circa 1840.
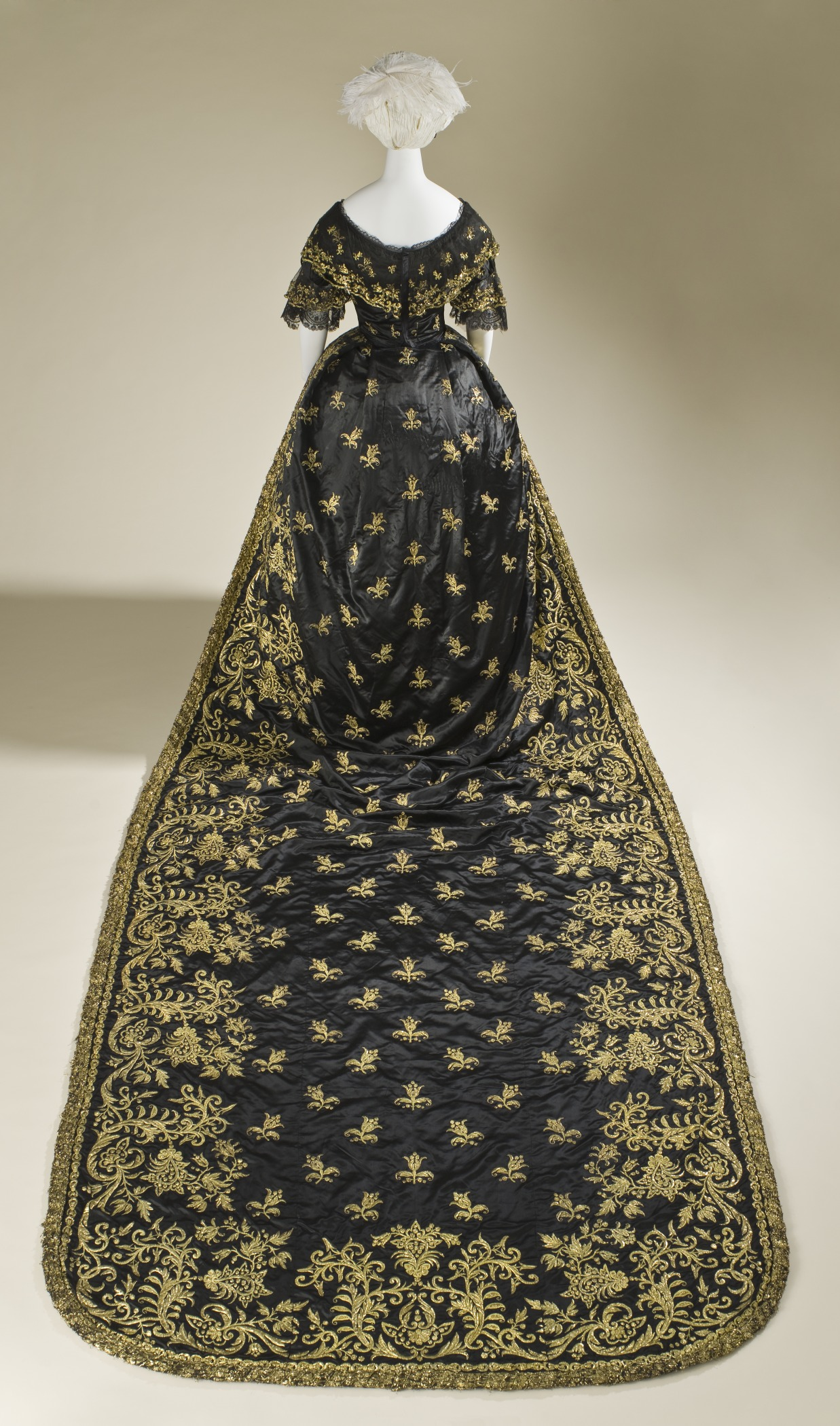
Abito da corte con lungo strascico. Portogallo, circa 1845.
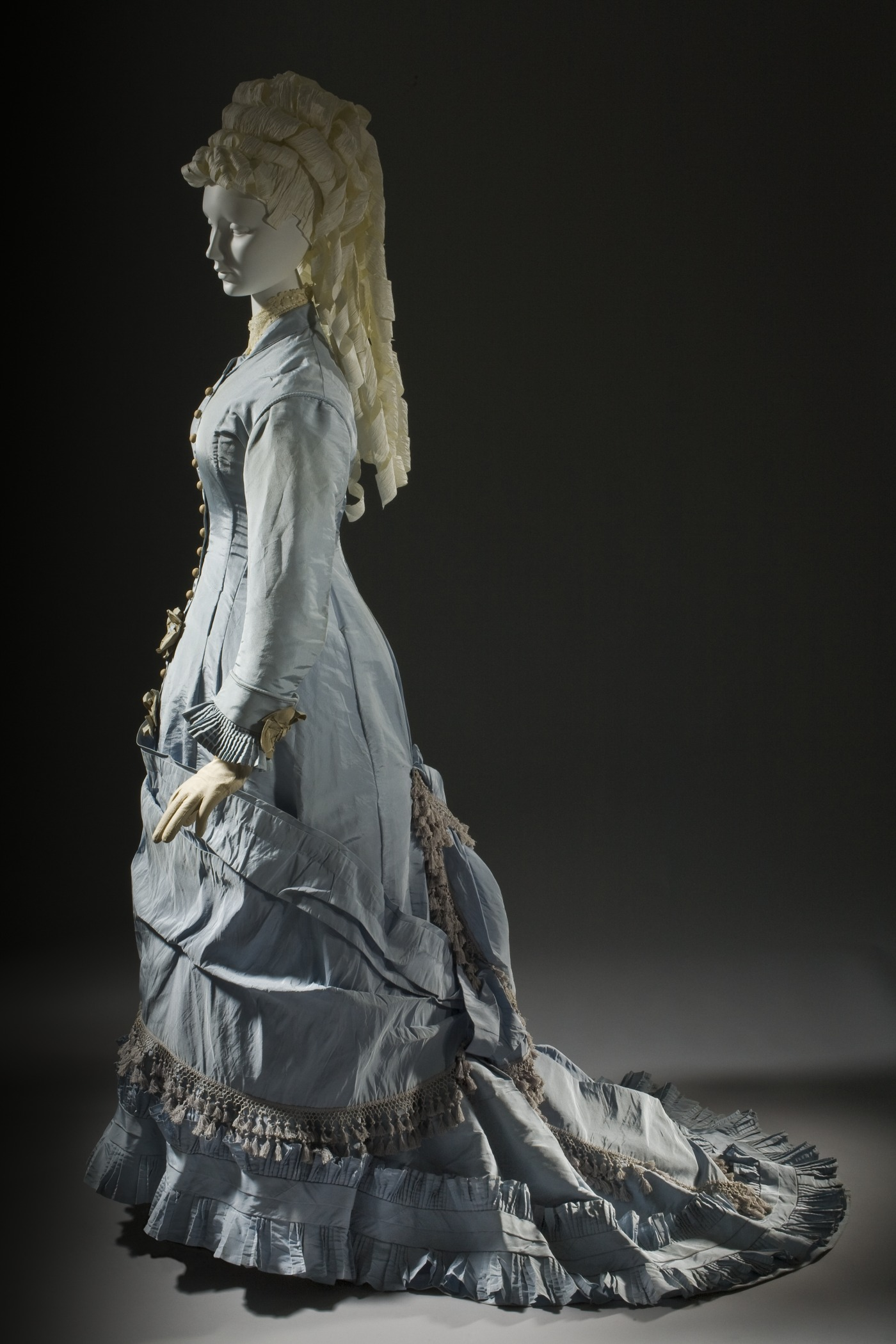
Abito con strascico a coda di pesce. Francia, circa 1880.
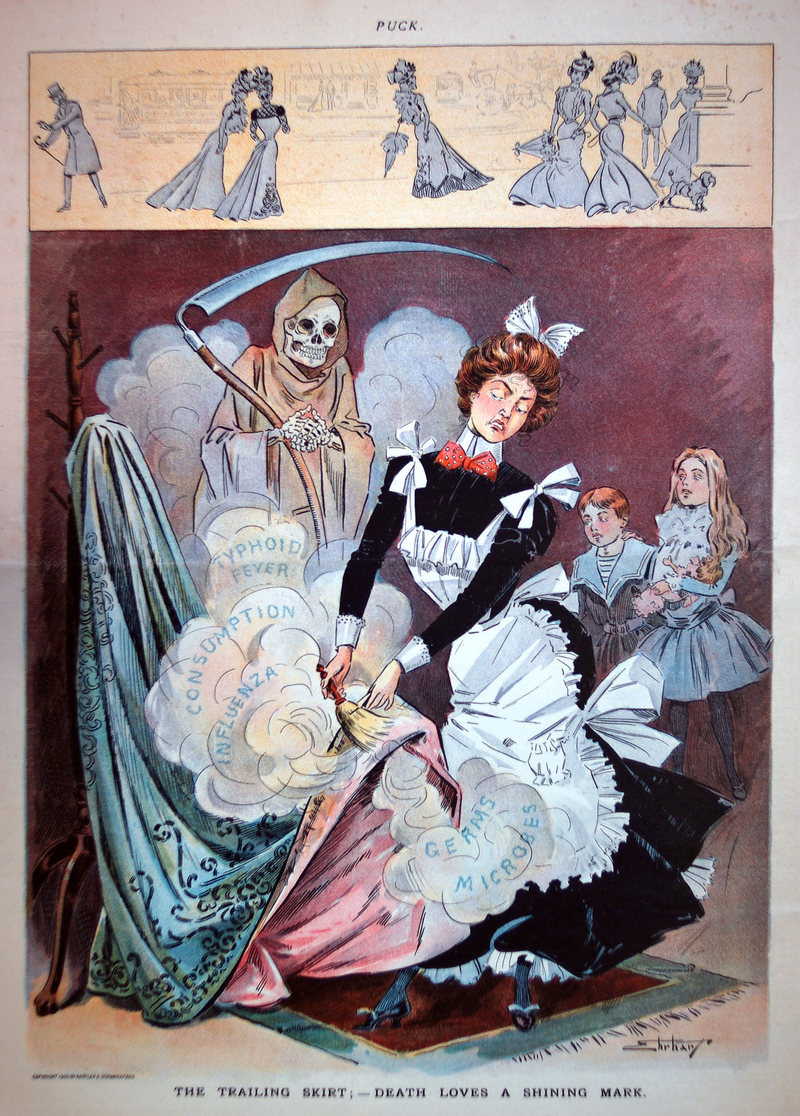
Fumetto che mostra come le gonne a strascico possano trasmettere malattie. Pubblicato su Puck, 8 agosto 1900.
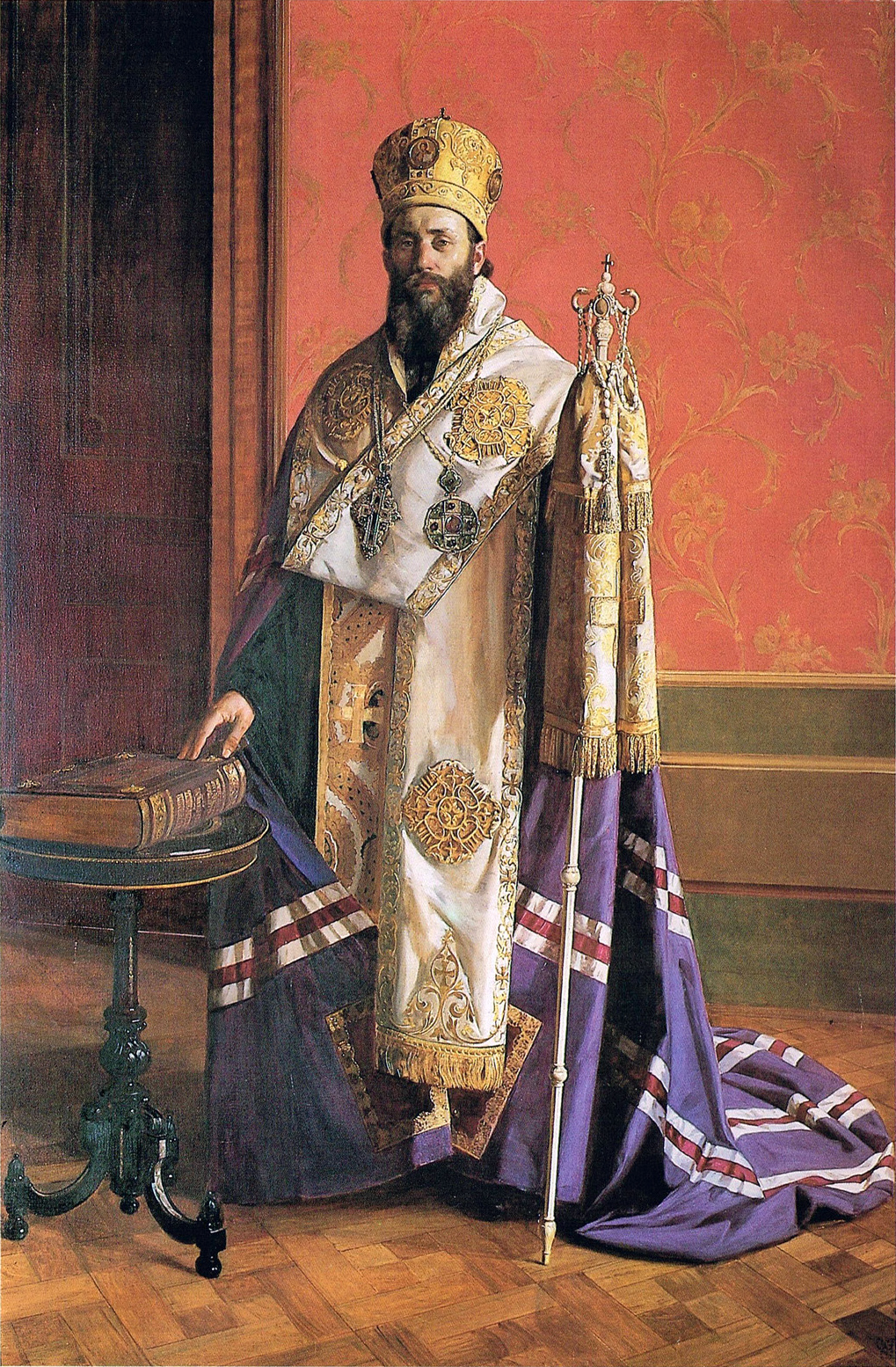
Vescovo ortodosso serbo in Mandyas, 1923.
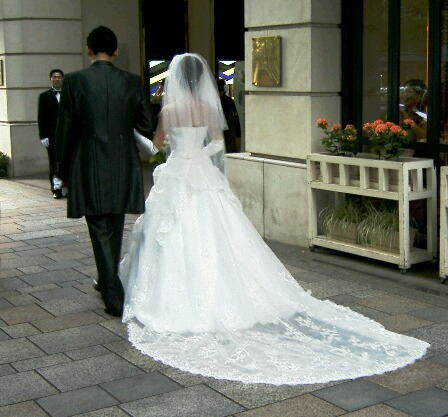
Sposa giapponese in abito bianco con strascico, 2007.
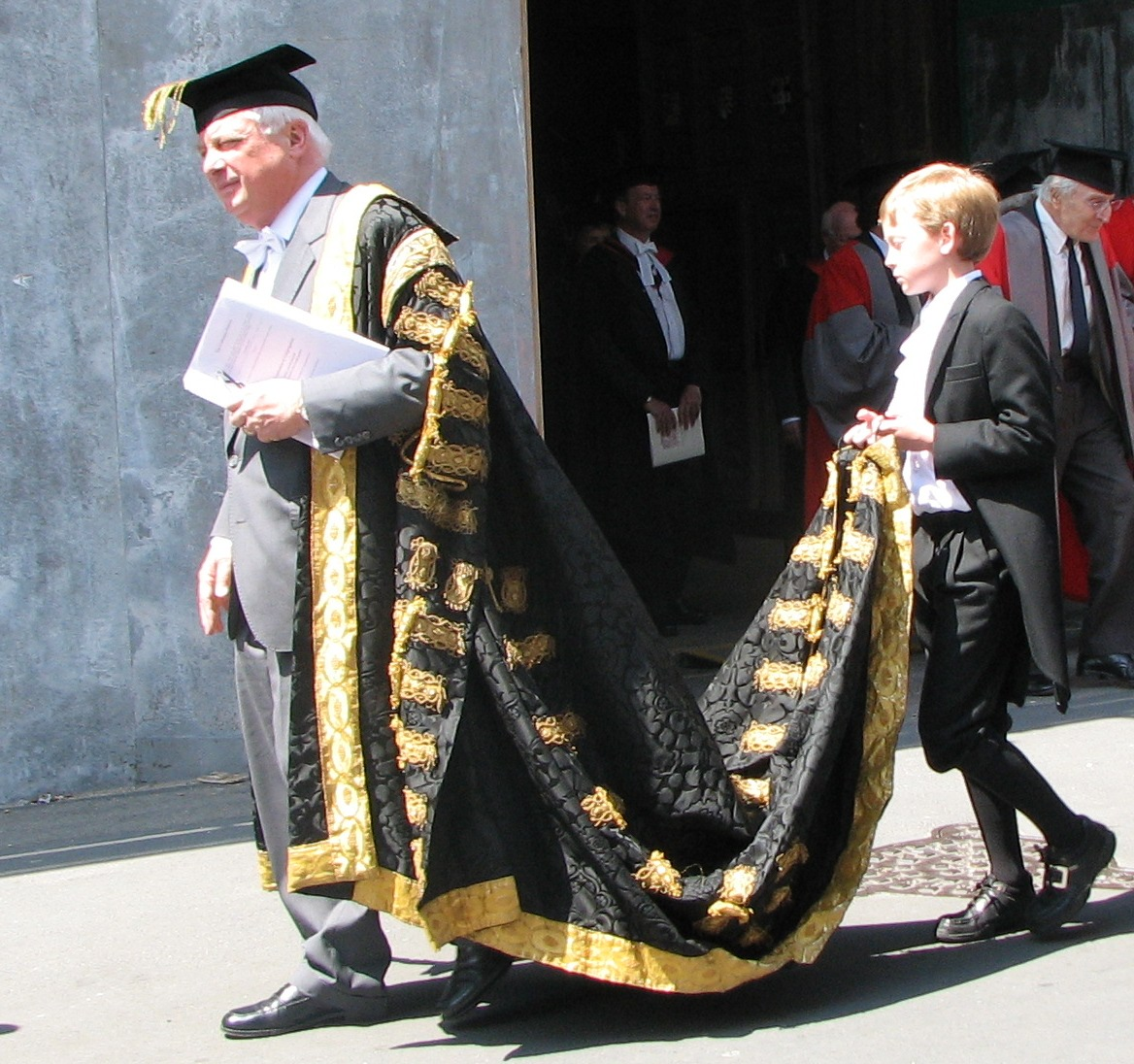
Lord Patten di Barnes, Cancelliere dell'Università di Oxford, indossa l'abito accademico ufficiale, 2009.
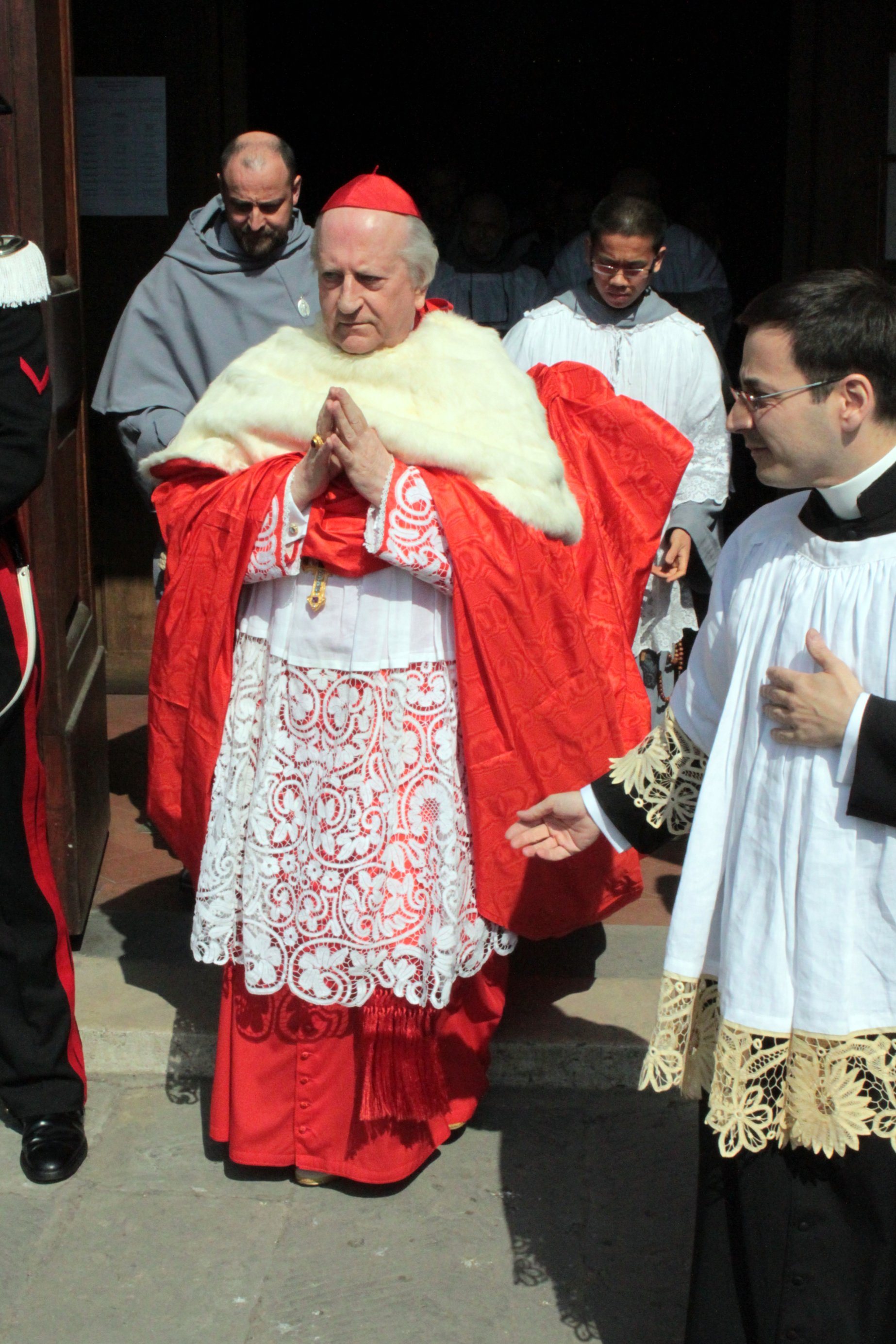
Cardinale che indossa una cappa magna invernale. Francia, 2010.
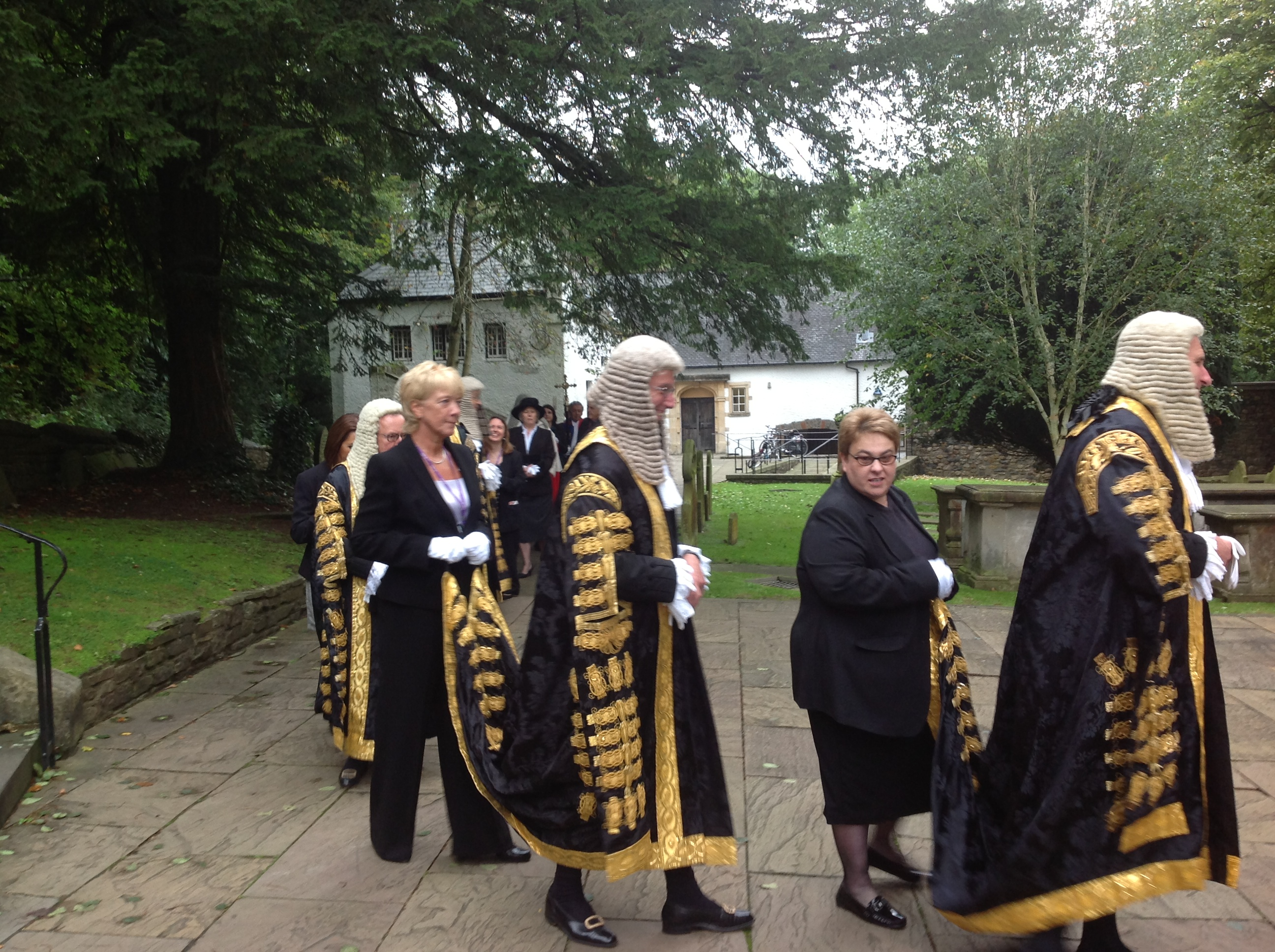
Giudici Lord della Corte di Appello, abito da cerimonia completo. Galles, 2013.